# Шахбулатов, Аднан Маккаевич
Аднан Маккаевич Шахбулатов (25 ноября 1937, Урус-Мартан — 4 июня 1992, Грозный) — чеченский советский композитор, Заслуженный деятель искусств РСФСР (1988), лауреат Государственной премии имени М. И. Глинки и Премии Ленинского комсомола.

## Биография

### Образование, карьера
- Алма-Атинская музыкальная школа;
- Алма-Атинское музыкальное училище (со 2-го курса переведен в Грозненское музыкальное училище);
- Московский Государственный институт искусств им. Гнесиных;
- член Союза композиторов СССР;
- первый председатель Союза композиторов Чечено-Ингушской АССР;
- основоположник чеченской/ингушской эстрадной, симфонической, камерной музыки;
- художественный руководитель Симфонического оркестра Чечено-Ингушского ГТРК;
- основатель и председатель жюри ежегодного конкурса молодых композиторов Северного Кавказа «Пластинка дружбы».

### Награды и звания
Заслуженный деятель искусств РСФСР (1988), Заслуженный деятель искусств Чечено-Ингушской АССР; лауреат премии Ленинского Комсомола и Государственной премии РСФСР имени М. И. Глинки.
В 1957 году песня Аднана Шахбулатова «Женщинам» удостоена специального диплома на Всесоюзном конкурсе, посвящённом Международному году женщины.
После автокатастрофы 29 октября 1973 года в городе Орджоникидзе А. М. Шахбулатов почти 20 лет жизни провёл прикованным к постели. Многие свои сочинения написал, не поднимаясь с постели, не притрагиваясь к инструменту.
В 2007 году посмертно награждён медалью «За заслуги перед Чеченской Республикой».

### Творчество
А. М. Шахбулатов — автор более 800 музыкальных произведений (песни, сюиты, пьесы, сонаты, романсы, сонатины, кантаты, музыкальное сопровождение к театральным постановкам), на стихи Лермонтова, Магальянеса, Лорки, Рубцова, Ахматовой, Чахкиева, Дикаева, Кусаева и др.

### Исполнители
Московский симфонический оркестр под управлением В. Дударовой, Ленинградский эстрадно-симфонический оркестр под управлением А. Бадхена, симфонический оркестр Чечено-Ингушского ГТРК, Кировский симфонический оркестр под управлением В. Раевского; ВИА «Зама», вокальная группа «Лоам» и др.;
- народные артисты СССР: Нина Исакова, Ширвани Чалаев, Иосиф Кобзон;
- народный артист РФ Сергей Яковенко;
- заслуженные артисты РФ: Нина Григоренко, Людмила Сенчина, Людмила Симонова, Султан Магомедов, Мовлад Буркаев, Наталья Маркарян, Мовсар Минцаев, Али Димаев, Рамзан Паскаев, Татьяна Сергеева, Лейла Мусаева, Тамара Яндиева, Вячеслав Ольховский, Татьяна Васнецова, Лиза Ахматова, Имран Усманов, Мустафа Имагожев, Тамара Дадашева, Михаил Петухов, Сулейман Токкаев, Марьям Ташаева и др.
- заслуженная артистка Белоруссии Светлана Стародетко.

## Семья
Жена — Зоя (Зайнап) Шахбулатова (07.06.1943), заслуженный деятель искусств ЧИАССР, режиссёр Чечено-Ингушского телевидения.

## Память
Именем А. М. Шахбулатова названы Чеченская государственная филармония и детская школа искусств № 1 в Грозном.
В 1993 году в память об А. М. Шахбулатове была переименована улица им. Розы Люксембург, на которой он жил. В начале 2000-х это постановление Городского Совета Грозного было отменено в массе других решений.
Ежегодно в ноябре на Чеченском ТВ и радио, в Театрально-концертном зале Грозного силами Министерства культуры Чеченской Республики проводятся дни памяти А. М. Шахбулатова.
27 ноября 2007 года в Московском международном доме музыки состоялся вечер, посвященный памяти композитора.
В 2007 году в московском издательстве «Пробел-2000» вышла в свет книга об Аднане Шахбулатове «Шрамы на клавишах», написанная братом композитора, публицистом Л. Шахбулатовым.